# Борбони, Паола
Па́ола Борбо́ни (итал. Paola Borboni, 1 января 1900, Парма, Эмилия-Романья — 9 апреля 1995, Бодьо-Ломнаго, Ломбардия) — итальянская актриса и режиссёр.

## Биография
Родилась 1 января 1900 года в Парме.
Её актёрский дебют состоялся в четырнадцатилетнем возрасте в немом итальянском фильме. Дальнейшая её карьера была связана с театром, где популярность к ней пришла в 1925 году, после роли русалки в постановке Карло Венециани «Алга марина». В этом спектакле Борбони появлялась на сцене топлес, чем вызвала большой резонанс в обществе. 
В 1936 году актриса вернулась в кино, снявшись в дальнейшем более чем в шести десятках кинокартин, среди которых «Рим в 11 часов» (1952), «Маменькины сынки» (1953), «Римские каникулы» (1953), «Мадемуазель Нитуш» (1954), «Комплексы» (1965) и «Клетка для чудиков 2» (1980).
В 1972 году Борбони вышла замуж за поэта и актёра Бруно Вилар, который был младше её на сорок лет. В июне 1978 года супруги попали в автокатастрофу, в результате которой Вилар умер, а Борбони была вынуждена оставшуюся жизнь передвигаться с костылями. Последнюю свою роль актриса сыграла в 1994 году на театральной сцене, а год спустя скончалась от инсульта в доме престарелых недалеко от Варезе.